# Печать Висконсина
Больша́я печа́ть шта́та Виско́нсин (англ. The Great Seal of Wisconsin) — один из официальных символов штата Висконсин, США. Впервые печать появилась у территории Висконсин в 1836 году, а в 1839 она была переработана. Когда в 1848 году территория была преобразована в штат, была представлена новая печать, в которую вносили изменения в 1851 и 1881 годах.

## Описание
На печати сверху идёт надпись «Great Seal of the State of Wisconsin» (англ. «Большая Печать Штата Висконсин») понизу изображены тринадцать звёзд, символизирующих тринадцать первых штатов. Внутри надписей изображён герб штата.
Верх герба:
- девиз штата «Вперёд»;
- барсук, животное штата.

Центр герба, щит:
- слева вверху: плуг, символизирующий сельское хозяйство;
- справа вверху: кирка и лопата как символы горного дела;
- слева внизу: рука с молотом, символизирующая промышленное производство;
- справа внизу: якорь, символизирующий судоходство;
- центр: герб США с девизом «E Pluribus Unum» (лат. «Из многих — единое»);
- щит поддерживают моряк и йомен (обычно считается шахтёром), символизирующие труд на воде и на суше.

Низ герба:
- Рог изобилия, символизирующий процветание и богатство;
- 13 свинцовых слитков, символизирующие полезные ископаемые и первоначальные штаты США[1].

Печать особо подчёркивает значение горного дела и судоходства, поскольку во время основания штата в 1848 году добыча железа и свинца вместе с перевозкой грузов по Миссисипи и Великим озёрам были главными отраслями промышленности Висконсина.